# Liste der Kirchen der Jesuitenmissionen der Chiquitos
Diese Tabelle gibt eine Übersicht über Kirchen der Jesuitenmissionen der Chiquitos.
| Siedlung               | Baujahr                                        | Architekt                               | Status der Restaurierung                                       | Bild |
| ---------------------- | ---------------------------------------------- | --------------------------------------- | -------------------------------------------------------------- | ---- |
| San José de Chiquitos  | 1745–1754                                      | Unbekannt                               | Restauriert 1988–2003 von Hans Roth                            |      |
| San Rafael             | 1747–1749                                      | Martin Schmid                           | Restauriert 1972–1996 von Hans Roth                            |      |
| San Javier             | 1749–1752                                      | Martin Schmid                           | Restauriert 1988–2003 von Hans Roth                            |      |
| San Miguel             | 1750–1757                                      | Martin Schmid oder mit seiner Mitarbeit | Restauriert 1979–1983 von Hans Roth                            |      |
| Concepción             | 1753–1756                                      | Martin Schmid, Fr. Johann Mesner        | Restauriert 1975–1996 von Hans Roth                            |      |
| Santa Ana de Velasco   | 1770–1780                                      | Unbekannt                               | Teilrestauriert 1989–2001 von Hans Roth                        |      |
| San Ignacio de Velasco | ?–1761 (zerstört 1948)                         | Martin Schmid oder mit seiner Mitarbeit | Wiederaufgebaut 1964–1968; restauriert 1992–2001 von Hans Roth |      |
| San Juan Bautista      | 1755–1759? (beschädigt durch Feuer 1781, 1811) | Martin Schmid?                          | Überreste des Turms                                            |      |
| Santiago de Chiquitos  | 1767 (zerstört Mitte des 19. Jahrhunderts)     | Unbekannt                               | Wiederaufgebaut 1916–1920                                      |      |
| Santo Corazón          | ?–1769?                                        | Unbekannt                               | Wiederaufgebaut                                                |      |